# ترانس‌پلاتین
ترانس-دی‌کلرودی‌آمین‌پلاتین(II) (به انگلیسی: trans-Dichlorodiammineplatinum(II)) یک ایزومر ترانس از کمپلکس شیمیایی با فرمول trans-PtCl2(NH3)2 است که گاهی به نام ترانس‌پلاتین نیز شناخته می‌شود. این ماده جامدی زرد رنگ با حلالیت کم در آب است اما در دی‌متیل فرم‌آمید حلالیت خوبی دارد. وجود دو ایزومر از این ترکیب آلفرد ورنر را به پیشنهاد هندسه مولکولی مربع مسطح رهنمون کرد. این ترکیب به لحاظ تقارن مولکولی به گروه نقطه ای D۲h تعلق دارد.

## شیمی دارویی
ترانس-دی‌کلرودی‌آمین‌پلاتین(II) در مقایسه با ایزومر سیس آن، یعنی سیس‌پلاتین، که یک داروی ضد سرطان است، تأثیر بسیار کمتری در شیمی پزشکی داشته‌است. با این وجود، جایگزینی لیگاند آمونیاک با سایر لیگاندها منجر به ایجاد داروهای بسیار فعال شده‌است که توجه بسیاری را به خود جلب کرده‌اند.